# Szadów Pański
Szadów Pański – wieś w Polsce położona w województwie wielkopolskim, w powiecie tureckim, w gminie Turek.
Wieś położona jest 3 kilometry na północny wschód od Turku, przy drodze wojewódzkiej nr 470 w kierunku Koła.
Okoliczne tereny tworzą pagórkowaty krajobraz ze wzniesieniami do 174 m n.p.m.
W latach 1960–1971 wieś należała i była siedzibą władz gromady Szadów Pański, wcześniej gromada ta to Chlebów, po  zniesieniu gromady Szadów Pański w gromadzie Turek. W latach 1975–1998 miejscowość administracyjnie należała do województwa konińskiego.

## Karczma
Mieści się tu późnoklasycystyczny budynek dawnej karczmy z pierwszej połowy XIX wieku. Do części mieszkalnej przylega wozownia. Oba murowane, parterowe budynki posiadają ściany dzielone półkoliście zamkniętymi niszami, w których są okna. Nad częścią mieszkalną wznosi się dach naczółkowy z niewielką wystawką od frontu, zaś nad wozownią znajduje się dach dwuspadowy.